# Coppa del mondo CONIFA 2024
La Coppa del mondo di calcio CONIFA 2024 sarebbe dovuta essere la quarta edizione della Coppa del mondo di calcio CONIFA, un torneo internazionale di calcio per stati, minoranze, popoli apolidi e regioni non affiliate alla FIFA organizzato dalla CONIFA. Il 9 maggio 2023, il Kurdistan è stato annunciato come paese ospitante del torneo.
Prevista per il 2024, è stata inizialmente rinviata al 2025 (a causa dell'instabilità politica dell'area) salvo poi essere definitivamente cancellata con l'uscita della Selezione del Kurdistan dalla CONIFA.

## Luoghi previsti
| Kurdistan iracheno                                         | Kurdistan iracheno    | Kurdistan iracheno   |
| Dihok                                                      | Erbil                 | Sulaymaniyya         |
| ---------------------------------------------------------- | --------------------- | -------------------- |
| Dihok Stadium                                              | Franso Hariri Stadium | Sulaymaniyah Stadium |
|                                                            | Stadio Franso Hariri  |                      |
| Capacità: 22 800                                           | Capacità: 25 000      | Capacità: 15 000     |
| Dihok Erbil SulaymaniyyaCoppa del mondo CONIFA 2024 (Iraq) |                       |                      |

## Qualificazioni
La CONIFA assegna il numero di posti barca per ogni continente in base alla percentuale di membri del CONIFA che provengono da quel continente, con ogni continente che ha garantito almeno un posto nel torneo.  Inoltre, un posto è riservato alla squadra ospitante, l'altro al campione in carica (Transcarpazia) e un jolly. Hawaii ha condiviso, tramite i social media, che mentre era stato dato loro un biglietto automatico per il torneo, come unico membro dell'Oceania, avevano rifiutato l'invito e trasferito il loro biglietto in Asia, anche se nessuna conferma formale era stata fatta da CONIFA
| Continenti   | Membri attivi | Percentuale | Spots |
| ------------ | ------------- | ----------- | ----- |
| Africa       | 3             | 10%         | 1     |
| Asia         | 5             | 17%         | 2     |
| Europa       | 15            | 50%         | 6     |
| Nord America | 2             | 7%          | 1     |
| Oceania      | 1             | 3%          | 1     |
| Sud america  | 3             | 13%         | 2     |

### Squadre qualificate
| Squadra          | Continente   | Metodo di qualificazione                                                 | Data di qualificazione | Partecipazioni precedenti | Miglior prestazione precedente |
| ---------------- | ------------ | ------------------------------------------------------------------------ | ---------------------- | ------------------------- | ------------------------------ |
| Transcarpazia    | Europa       | Campione nel 2018                                                        | 9 giugno 2018          | 2018                      | Campione (2018)                |
| Kurdistan        | Asia         | Squadra ospitante                                                        | 9 maggio 2023          | 2014, 2016                | Quarti di finale (2014, 2016)  |
| Rezia            | Europa       | Vincitore del girone B                                                   | 17 giugno 2023         | 2016                      | Fase a gironi (2016)           |
| Terra dei Siculi | Europa       | Vincitore del girone C                                                   | 2 luglio 2023          | 2016, 2018                | Quarto posto (2018)            |
| Cornovaglia      | Europa       | Vincitrice del Girone A                                                  | 16 luglio 2023         |                           |                                |
| Tamil Eelam      | Asia         | Vincitore della Coppa d'Asia                                             | 8 agosto 2023          | 2016, 2018                | Fase a gironi (2016)           |
| Tibet            | Asia         | Terzo posto nella Coppa d'Asia                                           | 8 agosto 2023          | 2018                      | Fase a gironi (2018)           |
| ANBM             | Nord America | Selezionato                                                              | 18 agosto 2023         |                           |                                |
| Cabilia          | Africa       | Selezionato                                                              | 14 settembre 2023      | 2018                      | Fase a gironi (2018)           |
| Abcasia          | Europa       | Selezionata                                                              | 14 settembre 2023      | 2014, 2016, 2018          | Campione (2016)                |
| Panjab           | Asia         | Selezionato                                                              | 7 novembre 2023        | 2016, 2018                | Secondo posto (2016)           |
| Kashmir          | Asia         | Selezionato                                                              | 7 novembre 2023        |                           |                                |
| Ossezia del Sud  | Europa       | Selezionato                                                              | 7 novembre 2023        | 2014                      | Quarto posto (2014)            |
| Ticino           | Europa       | Ripescato                                                                | 7 dicembre 2023        |                           |                                |
| San Paolo        | Sud America  | Semifinalista della Coppa sudamericana di calcio CONIFA 2022 - Ripescato | 28 febbraio 2024       |                           |                                |
| Maule Sur        | Sud America  | Vincitore della Coppa sudamericana di calcio CONIFA 2022 - Ripescato     | 20 marzo 2024          |                           |                                |

## Fase a gironi

### Gruppo A

#### Classifica
| Pos. | Squadra     | Pt | G | V | N | P | GF | GS | DR |
| ---- | ----------- | -- | - | - | - | - | -- | -- | -- |
| 1.   | Cornovaglia | 0  | 0 | 0 | 0 | 0 | 0  | 0  | 0  |
| 2.   | Kashmir     | 0  | 0 | 0 | 0 | 0 | 0  | 0  | 0  |
| 3.   | Kurdistan   | 0  | 0 | 0 | 0 | 0 | 0  | 0  | 0  |
| 4.   | Tamil Eelam | 0  | 0 | 0 | 0 | 0 | 0  | 0  | 0  |

### Gruppo B

#### Classifica
| Pos. | Squadra         | Pt | G | V | N | P | GF | GS | DR |
| ---- | --------------- | -- | - | - | - | - | -- | -- | -- |
| 1.   | Ossezia del Sud | 0  | 0 | 0 | 0 | 0 | 0  | 0  | 0  |
| 2.   | Panjab          | 0  | 0 | 0 | 0 | 0 | 0  | 0  | 0  |
| 3.   | Rezia           | 0  | 0 | 0 | 0 | 0 | 0  | 0  | 0  |
| 4.   | Ticino          | 0  | 0 | 0 | 0 | 0 | 0  | 0  | 0  |

### Gruppo C

#### Classifica
| Pos. | Squadra       | Pt | G | V | N | P | GF | GS | DR |
| ---- | ------------- | -- | - | - | - | - | -- | -- | -- |
| 1.   | Cabilia       | 0  | 0 | 0 | 0 | 0 | 0  | 0  | 0  |
| 2.   | Saõ Paulo     | 0  | 0 | 0 | 0 | 0 | 0  | 0  | 0  |
| 3.   | Tibet         | 0  | 0 | 0 | 0 | 0 | 0  | 0  | 0  |
| 4.   | Transcarpazia | 0  | 0 | 0 | 0 | 0 | 0  | 0  | 0  |

### Gruppo D

#### Classifica
| Pos. | Squadra          | Pt | G | V | N | P | GF | GS | DR |
| ---- | ---------------- | -- | - | - | - | - | -- | -- | -- |
| 1.   | Abcasia          | 0  | 0 | 0 | 0 | 0 | 0  | 0  | 0  |
| 2.   | ANBM             | 0  | 0 | 0 | 0 | 0 | 0  | 0  | 0  |
| 3.   | Terra dei Siculi | 0  | 0 | 0 | 0 | 0 | 0  | 0  | 0  |
| 4.   | Maule Sur        | 0  | 0 | 0 | 0 | 0 | 0  | 0  | 0  |

## San Paolo 2025
In seguito alla cancellazione del torneo la CONIFA ha provato ad organizzare in collaborazione con la FAD San Paolo la rassegna nel 2025, fallendo però a causa di alcuni problemi logistici della selezione brasiliana, annunciando che la manifestazione si sarebbe svolta nel 2026 o nel 2027.